# كلارا بلوم
كلارا بلوم (بالألمانية: Klara Blum)‏ (و. 1904 – 1971 م) هي كاتِبة، وصحفية، ومترجمة من الإمبراطورية النمساوية المجرية، والاتحاد السوفيتي، والصين، ولدت في تشيرنوفتسي، كانت عضوةً في الحزب الديمقراطي الاجتماعي النمساوي، توفيت في غوانزو، عن عمر يناهز 67 عاماً.